# Sd.Kfz. 247
Az Sd.Kfz. 247 egy páncélozott parancsnoki jármű volt, melyet a német erők használtak a második világháború alatt. A háború előtt tíz darab hatkerekű változatot (Ausf. A) gyártottat, majd ezt követte további 58 négykerekű (Ausf. B) a háború alatt. A jármű teljes megnevezése a schwerer geländegängiger gepanzerter Personenkraftwagen („Nehéz Terepjáró Páncélozott Jármű”) volt.

## Leírás
Az Sd.Kfz. 247 egy nyitott tetejű, vékony páncélzattal ellátott kerekes jármű volt. Fegyverzettel nem látták el, mivel hatfős személyzetének nem a harc volt a feladata, elsősorban a motorkerékpáros és gépesített felderítő zászlóaljak parancsnokai használták a járműveket, habár egyik változatát sem szerelték fel rádióberendezésekkel. Páncélzatának ellen kellett állnia a 7,92 mm-es páncéltörő lövedékeknek 30 méter feletti távolságból. Fényképes bizonyítékok alátámasztják, hogy néhány Ausf. B típusú járművet utólagosan elláttak csillag alakú botantennával, melyet a küzdőtér belsejében rögzítettek és a páncéltest alsó részére további páncéllemezeket is erősítettek.

### Ausf. A
A Krupp gyártotta 1937-ben a tíz darab Ausf. A modellt saját L 2 H 143 6×4 hajtásképletű teherautójának (Krupp Protze) alvázára. Négyhengeres, léghűtéses, 3,5 literes Krupp M 305 benzinmotorja 65 lóerőt produkált, mellyel 70 km/h végsebességet és 350 kilométeres hatótávolságot biztosított a járműnek. A teherautó alváz azonban korlátozott terepjáró képességgel rendelkezett, így a vezetőknek azt javasolták, hogy maradjanak az utakon. Súlya 5,2 tonna, hosszúsága 5,2 méter, szélessége 1,96 méter, magassága 1,7 méter volt.

### Ausf. B
1941-42-ben a Daimler-Benz gyártotta az 58 darab Ausf. B típust egy 4×4-es hajtásképletű nehéz személygépkocsi alvázra (s.Pkw. Typ 1c). Az elöl elhelyezett nyolchengeres, 3,823 literes Horch 3,5 benzinmotor 80 km/h sebességet biztosított a járműnek. Maximális hatótávolsága 400 kilométer volt.

## Páncélzat
| Vastagság/dőlésszög a vízszinthez képest | Elöl     | Oldal    | Hátul    | Tető/Alj |
| ---------------------------------------- | -------- | -------- | -------- | -------- |
| Felépítmény                              | 8 mm/38° | 8 mm/35° | 8 mm/30° | nyitott  |
| Páncéltest                               | 8 mm/35° | 8 mm/35° | 8 mm/36° | 6 mm     |

## Fordítás
Ez a szócikk részben vagy egészben  a   Sd.Kfz. 247 című angol Wikipédia-szócikk ezen változatának fordításán alapul.  Az eredeti cikk szerkesztőit annak laptörténete sorolja fel. Ez a jelzés csupán a megfogalmazás eredetét és a szerzői jogokat jelzi, nem szolgál a cikkben szereplő információk forrásmegjelöléseként.